# Mixcoatlus
Mixcoatlus is een geslacht van slangen uit de familie adders en de onderfamilie groefkopadders (Crotalinae).

## Naam en indeling
Er zijn drie soorten, de wetenschappelijke naam van het geslacht werd voor het eerst voorgesteld door Robert C. Jadin, Eric Nelson Smith en Jonathan Atwood Campbell in 2011. In de literatuur is de groep vrijwel niet bekend. De slangen werden eerder aan andere geslachten toegekend, zoals Lachesis, Bothrops, Trimeresurus, Porthidium en Cerrophidion.

## Verspreiding en habitat
De soorten komen voor in delen van Midden-Amerika en leven endemisch in Mexico. De slangen komen hier voor in de deelstaten Guerrero, Puebla en Oaxaca en het berggebied Zuidelijke Sierra Madre. De habitat bestaat onder andere uit droge tropische en subtropische bossen en vochtige tropische en subtropische bergbossen.

## Beschermingsstatus
Door de internationale natuurbeschermingsorganisatie IUCN is aan twee soorten een beschermingsstatus toegewezen. Mixcoatlus melanurus en Mixcoatlus barbouri worden beide beschouwd als 'bedreigd' (Endangered of EN).

## Soorten
Het geslacht omvat de volgende soorten, met de auteur en het verspreidingsgebied.
| Naam                 | Auteur       | Verspreidingsgebied                        |
| -------------------- | ------------ | ------------------------------------------ |
| Mixcoatlus barbouri  | Dunn, 1919   | Mexico (Guerrero, Zuidelijke Sierra Madre) |
| Mixcoatlus browni    | Shreve, 1938 | Mexico (Guerrero)                          |
| Mixcoatlus melanurus | Müller, 1923 | Mexico (Puebla, Oaxaca)                    |